# Ilir (Kandanghaur)
Ilir is een bestuurslaag in het regentschap Indramayu van de provincie West-Java, Indonesië. Ilir telt 10.828 inwoners (volkstelling 2010).